# Leioproctus subpunctatus
Leioproctus subpunctatus är en biart som först beskrevs av Rayment 1935.  Leioproctus subpunctatus ingår i släktet Leioproctus och familjen korttungebin. Inga underarter finns listade i Catalogue of Life.